# Novovjekovni brodolom blizu uvale Lučica na Braču
Novovjekovni brodolom nalazi se u blizini uvale imena Lučice na Braču, općina Milna.

## Opis
Na lokaciji u blizini uvale Lučicâ na jugozapadnoj obali otoka Brača nalaze se ostatci željezne olupine potopljenoga parobroda. S obzirom na veličinu nalazišta i brojnost sitnoga brodskog materijala nalazište predstavlja važan izvor za proučavanje opreme parnih brodova 19. stoljeća, a sam parobrod posjeduju karakteristike bitne za valoriziranje i proučavanje tipološko - konstruktivnih elemenata parnih brodova uopće.

## Zaštita
Pod oznakom Z-6816 zavedena je kao nepokretno kulturno dobro - arheologija, pravna statusa zaštićena kulturnog dobra.